# Décès en avril 2025
Décès
- 2021
- 2022
- 2023
- 2024
- 2025
- 2026
- 2027
- 2028
- 2029

Pour une information complémentaire, voir la page d'aide.

| Date      | Nom                              | Activités | Âge   | Source |
| --------- | -------------------------------- | --- | ----- | ------ |
| 30 avril  | Inah Canabarro Lucas             | Religieuse thérèsienne et supercentenaire brésilienne, doyenne de l'humanité.                                                                          | 116   |        |
| 30 avril  | Claude Durand                    | Sociologue français. | 97    |        |
| 30 avril  | Ruth Hieronymi                   | Femme politique allemande. | 77    |        |
| 30 avril  | Rafiz Ismayilov                  | Directeur de la photographie azerbaïdjanais. | 86    | (az)   |
| 30 avril  | Kari Løvaas                      | Artiste lyrique soprano norvégienne. | 85    | (no)   |
| 30 avril  | Ferenc Mohácsi                   | Céiste hongrois, médaillé de bronze aux Jeux olympiques d'été de 1956.                                                                                 | 95    | (hu)   |
| 30 avril  | Park Hee-gon                     | Réalisateur et scénariste sud-coréen. | 56    | (en)   |
| 30 avril  | Isidore Partouche                | Entrepreneur français, fondateur du groupe Partouche.                                                                                                  | 94    |        |
| 30 avril  | Joe Louis Walker                 | Auteur-compositeur-interprète et guitariste de blues américain.                                                                                        | 75    | (en)   |
| 30 avril  | Jules Wijdenbosch                | Homme d'État surinamien. | 83    | (nl)   |
| 29 avril  | Pascal Havet                     | Footballeur français. | 60    |        |
| 29 avril  | David Horowitz                   | Écrivain américain. | 85    | (en)   |
| 29 avril  | Luc Morissette                   | Acteur canadien. | 82    |        |
| 29 avril  | Patrice Ricord                   | Caricaturiste et portraitiste français. | 77    |        |
| 29 avril  | Christfried Schmidt              | Compositeur allemand. | 92    | (de)   |
| 29 avril  | Valeriu Tabără                   | Agronome et homme politique roumain. | 75    | (ro)   |
| 29 avril  | David Tracy                      | Théologien, professeur d'université et prêtre catholique américain.                                                                                    | 86    | (en)   |
| 28 avril  | Arvo Aalto                       | Homme politique finlandais. | 92    | (fi)   |
| 28 avril  | Karl Ameriks                     | Philosophe américain. | 77    | (en)   |
| 28 avril  | Denise Dupleix                   | Chanteuse lyrique et pédagogue française. | 97    |        |
| 28 avril  | Jane Gardam                      | Femme de lettres britannique. | 96    | (en)   |
| 28 avril  | Mike Peters                      | Musicien gallois. | 66    | (en)   |
| 28 avril  | Priscilla Pointer                | Actrice américaine. | 100   | (en)   |
| 27 avril  | Dick Barnett                     | Joueur de basket-ball américain. | 88    | (en)   |
| 27 avril  | Jiggly Caliente                  | Drag queen, mannequin et actrice américaine. | 44    | (en)   |
| 27 avril  | Yvette de Fonclare               | Écrivaine spécialisée dans la littérature jeunesse et poétesse française.                                                                              | 87    |        |
| 27 avril  | Noureddine Hamiti                | Footballeur international algérien. | 82    |        |
| 27 avril  | François-Xavier Villain          | Homme politique français. | 74    |        |
| 26 avril  | Max Bolkart                      | Sauteur à ski allemand. | 92    | (de)   |
| 26 avril  | José Carlos                      | Footballeur international portugais devenu entraîneur.                                                                                                 | 83    | (pt)   |
| 26 avril  | Joshua Clover                    | Journaliste américain. | 62    | (en)   |
| 26 avril  | Éric Frayssinet                  | Joueur de rugby à XIII français. | 49    |        |
| 26 avril  | Donato Giuliani                  | Coureur cycliste, directeur sportif italien. | 78    | (it)   |
| 26 avril  | Okagi Hayashi                    | Supercentenaire japonaise. | 115   | (en)   |
| 26 avril  | Jair                             | Footballeur international brésilien. | 84    | (pt)   |
| 26 avril  | Bernhard Korte                   | Mathématicien et informaticien allemand. | 86    | (de)   |
| 25 avril  | John S. Foster Jr.               | Physicien américain. | 102   | (en)   |
| 25 avril  | Alexis Herman                    | Femme politique américaine. | 77    | (en)   |
| 25 avril  | Walt Jocketty                    | Directeur-gérant de baseball américain. | 74    | (en)   |
| 25 avril  | Noël Minga                       | Footballeur international puis entraîneur congolais.                                                                                                   | 77    |        |
| 25 avril  | Jean-Paul Montanari              | Personnalité française du monde de la danse. | 77    |        |
| 25 avril  | Virginia Roberts Giuffre         | Militante américano-australienne. | 41    | (en)   |
| 25 avril  | Jesse Carlyle Snead              | Golfeur américain. | 84    | (en)   |
| 25 avril  | Richard Wernick                  | Compositeur américain. | 91    | (en)   |
| 24 avril  | Michel Aglietta                  | Économiste français. | 87    |        |
| 24 avril  | Friedrich Baumbach               | Grand maître international d'échecs par correspondance allemand.                                                                                       | 89    | (de)   |
| 24 avril  | Rita Briansky                    | Peintre et graveuse canadienne d'origine polonaise. | 99    | (en)   |
| 24 avril  | Hans-Günther Bücking             | Directeur de la photographie et réalisateur allemand.                                                                                                  | 73    | (de)   |
| 24 avril  | Ado Chale                        | Artiste belge. | 97    |        |
| 24 avril  | Andrzej Fiedor                   | Biathlète polonais. | 79    | (en)   |
| 24 avril  | Jean-Claude Germain              | Scénariste, écrivain et dramaturge canadien. | 85    |        |
| 24 avril  | Jack Katz                        | Auteur de bande dessinée et illustrateur américain. | 97    | (en)   |
| 24 avril  | Raymond Royer                    | Comptable, homme d'affaires et avocat canadien. | 86    |        |
| 24 avril  | Margot Simond                    | Skieuse alpine française. | 18    |        |
| 23 avril  | Jonnie Boer                      | Chef cuisinier néerlandais. | 60    | (nl)   |
| 23 avril  | André Bosson                     | Footballeur international suisse. | 83    |        |
| 23 avril  | Tom Brown                        | Joueur américain de football américain et de baseball.                                                                                                 | 84    | (en)   |
| 23 avril  | Chris Cauwenberghs               | Acteur belge. | 78    | (nl)   |
| 23 avril  | Lana du Pont                     | Cavalière américaine. | 85    | (en)   |
| 23 avril  | Waltraut Haas                    | Actrice autrichienne. | 97    | (de)   |
| 23 avril  | Jim Herriot                      | Footballeur international écossais. | 85    | (en)   |
| 23 avril  | Edwin Le Héron                   | Économiste français. | 68    |        |
| 23 avril  | Steve McMichael                  | Joueur américain de football américain. | 67    | (en)   |
| 23 avril  | Fouad Mebazaa                    | Homme d'État tunisien. | 91    |        |
| 23 avril  | Peter Taaffe                     | Politicien britannique. | 83    | (en)   |
| 23 avril  | David Thomas                     | Chanteur, compositeur et musicien américain. | 71    | (en)   |
| 22 avril  | David Paul Briggs                | Musicien américain. | 82    | (en)   |
| 22 avril  | Alexandra Fröhlich               | Journaliste et écrivaine allemande. | 58    |        |
| 22 avril  | Valentin-Yves Mudimbe            | Philosophe congolais. | 83    |        |
| 22 avril  | Lar Park-Lincoln                 | Actrice américaine. | 63    | (en)   |
| 22 avril  | Zourab Tsereteli                 | Sculpteur russe. | 91    |        |
| 21 avril  | Eugène Koffi Adoboli             | Homme politique togolais. | 90    |        |
| 21 avril  | Michel Anglade                   | Joueur de rugby à XIII et à XV français. | 78    |        |
| 21 avril  | Lalla Badi                       | Chanteuse algérienne. | 87    |        |
| 21 avril  | Pape François                    | Pape argentin. | 88    |        |
| 21 avril  | Will Hutchins                    | Acteur américain. | 94    | (en)   |
| 21 avril  | Peter von Matt                   | Écrivain et essayiste suisse. | 87    | (de)   |
| 21 avril  | Johanna Matz                     | Actrice autrichienne. | 92    | (de)   |
| 21 avril  | Josep Montserrat i Torrents      | Écrivain, enseignant, philosophe, coptologue et historien espagnol.                                                                                    | 92    | (ca)   |
| 21 avril  | Axel Scholtz                     | Acteur allemand. | 90    | (de)   |
| 21 avril  | Odile de Vasselot                | Résistante, laïque consacrée et enseignante française.                                                                                                 | 103   |        |
| 21 avril  | Francis Zammit Dimech            | Homme politique maltais. | 70    | (en)   |
| 20 avril  | Ulrich Aron                      | Homme politique surinamais. | 80    | (nl)   |
| 20 avril  | Cristina Buarque                 | Chanteuse brésilienne. | 74    | (pt)   |
| 20 avril  | Bob Filner                       | Homme politique américain. | 82    | (en)   |
| 20 avril  | Hugo Gatti                       | Footballeur international argentin. | 80    |        |
| 20 avril  | Albertus Geldermans              | Coureur cycliste néerlandais. | 90    | (nl)   |
| 20 avril  | Walid Laggoune                   | Auteur, juriste et professeur des universités algérien.                                                                                                | 76    |        |
| 20 avril  | Werner Lorant                    | Footballeur puis entraîneur allemand. | 76    | (de)   |
| 20 avril  | Mariya Shubina                   | Kayakiste soviétique, championne olympique 1960. | 94    | (ru)   |
| 20 avril  | Guelso Zaetta                    | Footballeur français. | 93    |        |
| 19 avril  | Jacques Camatte                  | Philosophe et homme politique français. | 90    |        |
| 19 avril  | Marie Garel-Weiss                | Réalisatrice et scénariste française. | 55    |        |
| 19 avril  | Georges Gauby                    | Joueur français de rugby à XV. | 91    |        |
| 19 avril  | Barry Hoban                      | Coureur cycliste britannique. | 85    |        |
| 19 avril  | Angelo Longoni                   | Réalisateur et dramaturge italien. | 68    | (it)   |
| 19 avril  | Meir Mazuz                       | Rabbin haredi séfarade israélien. | 80    | (en)   |
| 19 avril  | Fernand Soubie                   | Dirigeant sportif français. | 94    |        |
| 19 avril  | Max Tessier                      | Journaliste et critique de cinéma français. | 80    |        |
| 19 avril  | Guy Ullens                       | Mécène, homme d'affaires et philanthrope belge. | 90    |        |
| 18 avril  | Christiane Brunner               | Femme politique suisse. | 78    |        |
| 18 avril  | Jean Chérasse                    | Réalisateur de films, scénariste et producteur de télévision français.                                                                                 | 92    |        |
| 18 avril  | Nikola Pokrivač                  | Footballeur international croate. | 39    |        |
| 18 avril  | Rolland Raëlison                 | Musicien malgache. | 87    |        |
| 18 avril  | Clodagh Rodgers                  | Chanteuse et actrice britannique nord-irlandaise. | 78    | (en)   |
| 18 avril  | Anne Sigier                      | Éditrice canadienne. | 91    |        |
| 18 avril  | Julieta Szönyi                   | Actrice roumaine. | 75    | (ro)   |
| 18 avril  | Henri Torre                      | Homme politique français. | 92    |        |
| 18 avril  | Aimé Emmanuel Yoka               | Homme politique congolais. | 93    |        |
| 17 avril  | Peter Ablinger                   | Compositeur autrichien. | 66    | (de)   |
| 17 avril  | Erhard Grosskopf                 | Compositeur allemand. | 91    | (de)   |
| 17 avril  | Ljubomir Simović                 | Poète serbe. | 89    | (sr)   |
| 17 avril  | Jaromír Štětina                  | Homme politique tchèque. | 82    | (cs)   |
| 16 avril  | Nora Aunor                       | Chanteuse, actrice et productrice de cinéma philippine.                                                                                                | 71    | (en)   |
| 16 avril  | Colin Berry                      | Animateur de radio et présentateur de nouvelles anglais.                                                                                               | 79    | (en)   |
| 16 avril  | Aaron Boupendza                  | Footballeur international gabonais. | 28    | (en)   |
| 16 avril  | Dwayne Collins                   | Joueur américain de basket-ball. | 37    | (en)   |
| 16 avril  | João Cravinho                    | Homme politique portugais. | 88    | (pt)   |
| 16 avril  | Fatima Hassouna                  | Photojournaliste indépendante palestinienne. | 26    | (en)   |
| 16 avril  | Birger Pearson                   | Érudit américain du christianisme ancien et du gnosticisme.                                                                                            | 90    | (en)   |
| 16 avril  | Kimmo Sasi                       | Homme politique finlandais. | 73    | (fi)   |
| 15 avril  | Patrick Adiarte                  | Acteur philippino-américain. | 82    | (en)   |
| 15 avril  | Jean-Pierre Bonnefous            | Danseur étoile et comédien français. | 82    |        |
| 15 avril  | Jadwiga Jankowska-Cieślak        | Actrice polonaise. | 74    | (en)   |
| 15 avril  | Anton Keller                     | Personnalité politique suisse. | 90    | (de)   |
| 15 avril  | Eberhard Linke                   | Sculpteur et médailleur allemand. | 88    | (de)   |
| 15 avril  | Wink Martindale                  | Animateur de télévision et producteur américain. | 91    | (en)   |
| 15 avril  | Seán Murphy                      | Joueur de football gaélique irlandais. | 92    | (en)   |
| 15 avril  | Jérôme Obi Eta                   | Ingénieur du génie civil et homme politique camerounais.                                                                                               | 84    |        |
| 15 avril  | Werner Thissen                   | Prélat catholique allemand. | 86    | (de)   |
| 14 avril  | Abdullah Ahmad Badawi            | Homme d'État malaisien. | 85    | (en)   |
| 14 avril  | Horst Bartnig                    | Peintre allemand. | 88    | (de)   |
| 14 avril  | Colette Brunschwig               | Artiste peintre française. | 98    |        |
| 14 avril  | Vlad Constantinesco              | Juriste français. | 82    | (ro)   |
| 14 avril  | Joaquim Galera                   | Coureur cycliste espagnol. | 85    | (es)   |
| 14 avril  | Abraham Klein                    | Arbitre israélien de football. | 91    | (en)   |
| 14 avril  | Serge Lugier                     | Footballeur français. | 78    |        |
| 14 avril  | Peter Seiffert                   | Ténor allemand. | 71    | (de)   |
| 14 avril  | Seo Jeong-in                     | Écrivain sud-coréen. | 88    | (ko)   |
| 13 avril  | Richard Lee Armitage             | Homme politique américain. | 79    | (en)   |
| 13 avril  | Miguel Cortés Miranda            | Bactériologiste, parasitologiste et meurtrier mexicain.                                                                                                | 40    | (es)   |
| 13 avril  | Bob Garretson                    | Pilote automobile américain. | 92    | (en)   |
| 13 avril  | Franck Jalleau                   | Typographe français. | 63    |        |
| 13 avril  | Jean Marsh                       | Actrice britannique. | 90    | (en)   |
| 13 avril  | Inoke Takiveikata                | Homme politique fidjien. | 77/78 | (en)   |
| 13 avril  | Mario Vargas Llosa               | Écrivain péruvien et espagnol. | 89    | (es)   |
| 12 avril  | Steindór Andersen                | Chanteur islandais. | 70    | (is)   |
| 12 avril  | Roy Thomas Baker                 | Producteur britannique. | 78    | (en)   |
| 12 avril  | Luc Réné Bell                    | Homme politique camerounais. | 77    |        |
| 12 avril  | Christian Chukwu                 | Footballeur international nigérian. | 74    | (en)   |
| 12 avril  | Bernard Freyd                    | Acteur français. | 85    |        |
| 12 avril  | Lionel Justier                   | Footballeur français. | 68    |        |
| 12 avril  | Abubaker Kaki                    | Athlète soudanais spécialiste du demi-fond. | 35    | (ar)   |
| 12 avril  | Kumudini Lakhia                  | Chorégraphe indienne. | 94    | (en)   |
| 12 avril  | Slobodan Milosavljević           | Footballeur puis entraîneur serbe. | 81    |        |
| 12 avril  | Henri Morvan                     | Chanteur traditionnel breton, membre du groupe Les Frères Morvan.                                                                                      | 93    |        |
| 12 avril  | José Pliya                       | Écrivain et dramaturge français d'origine béninoise.                                                                                                   | 58    |        |
| 12 avril  | Jennifer Toth                    | Journaliste et écrivaine américaine. | 57    | (en)   |
| 11 avril  | Alberto Franceschini             | Terroriste italien. | 77    | (it)   |
| 11 avril  | John LaFalce                     | Homme politique américain. | 85    | (en)   |
| 11 avril  | Petra Laseur                     | Actrice néerlandaise. | 85    | (nl)   |
| 11 avril  | Max Romeo                        | Chanteur de reggae jamaïcain. | 80    | (en)   |
| 11 avril  | Nadia Vonderheyden               | Comédienne et metteuse en scène française. | 58    |        |
| 10 avril  | Leo Beenhakker                   | Entraîneur néerlandais de football. | 82    | (nl)   |
| 10 avril  | René Dupont                      | Évêque catholique français et coréen. | 95    |        |
| 10 avril  | Claus-Dieter Ehlermann           | Avocat et haut-fonctionnaire allemand. | 93    | (de)   |
| 10 avril  | Niklas Eklund                    | Trompettiste suédois. | 55/56 | (en)   |
| 10 avril  | Arne Hamarsland                  | Coureur de demi-fond norvégien. | 91    | (no)   |
| 10 avril  | Ted Kotcheff                     | Réalisateur, producteur, acteur et scénariste canadien.                                                                                                | 94    | (en)   |
| 10 avril  | Peter Lovesey                    | Écrivain britannique. | 88    | (en)   |
| 10 avril  | Joseph Mewis                     | Lutteur de libre belge, médaillé d'argent aux Jeux olympiques d'été de 1956.                                                                           | 94    | (nl)   |
| 10 avril  | Titiek Puspa                     | Chanteuse, autrice-compositrice-interprète et actrice indonésienne.                                                                                    | 87    | (id)   |
| 10 avril  | Nino Tempo                       | Acteur, chanteur américain. | 90    | (en)   |
| 9 avril   | Kumari Ananthan                  | Homme politique indien. | 92    | (en)   |
| 9 avril   | Naïma Ben Ali                    | Première dame de Tunisie. | 80    |        |
| 9 avril   | Philippe de Gaspé Beaubien       | Homme d'affaires canadien. | 97    |        |
| 9 avril   | Andrew Gross                     | Auteur américain. | 72    | (en)   |
| 9 avril   | Frédéric Randriamamonjy          | Écrivain, historien et ambassadeur malgache. | 92    |        |
| 9 avril   | Kim Shin-jo                      | Lieutenant militaire sud-coréen. | 82    | (en)   |
| 9 avril   | Rejean Shero                     | Hockeyeur sur glace américain. | 62    | (en)   |
| 9 avril   | John Van Seters                  | Professeur d'université canadien, chercheur spécialiste de l'Ancien Testament et du Proche-Orient ancien.                                              | 89    | (en)   |
| 9 avril   | Terje Venaas                     | Contrebassiste de jazz norvégien. | 78    | (no)   |
| 8 avril   | Jean-Louis Basdevant             | Physicien et enseignant français. | 85    |        |
| 8 avril   | Cathy Bernheim                   | Écrivaine et militante française. | 78    |        |
| 8 avril   | Octavio Dotel                    | Joueur de baseball dominicain. | 51    | (en)   |
| 8 avril   | Jacqueline Gaugey-Brisepierre    | Gymnaste artistique française. | 79    |        |
| 8 avril   | Svetlana Guérassimenko           | Astronome ukrainienne et tadjike. | 80    | (ru)   |
| 8 avril   | Nicky Katt                       | Acteur américain. | 54    | (en)   |
| 8 avril   | Manga                            | Footballeur brésilien. | 87    | (pt)   |
| 8 avril   | Dominique Pasquier               | Sociologue française. | 72    |        |
| 8 avril   | Rubby Pérez                      | Chanteur de merengue dominicain. | 69    | (en)   |
| 7 avril   | Essy Amara                       | Homme politique et diplomate ivoirien. | 80    |        |
| 7 avril   | Edward Belfort                   | Homme politique surinamien. | 60    | (nl)   |
| 7 avril   | Raghbir Lal                      | Hockeyeur sur gazon indien, double champion olympique 1952 et 1956.                                                                                    | 95    | (en)   |
| 7 avril   | Joey D. Vieira                   | Acteur américain. | 80    | (en)   |
| 6 avril   | Jorge Bolaño                     | Footballeur international colombien. | 47    | (it)   |
| 6 avril   | Clem Burke                       | Batteur américain. | 70    | (en)   |
| 6 avril   | Robert Corbett                   | Homme politique canadien. | 86    | (en)   |
| 6 avril   | Roberto De Simone                | Acteur, compositeur et musicologue italien. | 91    | (it)   |
| 6 avril   | Adel Dridi                       | Homme d'affaires tunisien. |       |        |
| 6 avril   | Peter Geiger                     | Historien suisse du Liechtenstein. | 82    | (de)   |
| 6 avril   | Georg Gölter                     | Homme politique allemand. | 86    | (de)   |
| 6 avril   | Jean-Claude Montredon            | Percussionniste et batteur martiniquais. | 75    |        |
| 6 avril   | Jay North                        | Acteur américain. | 73    | (en)   |
| 6 avril   | Jeremiah Ostriker                | Astrophysicien américain. | 87    | (en)   |
| 6 avril   | Rémy Pautrat                     | Haut fonctionnaire français. | 85    |        |
| 6 avril   | Claude Saurel                    | Joueur puis entraîneur français de rugby à XV. | 76    |        |
| 6 avril   | Albert Vannucci                  | Footballeur international français. | 77    |        |
| 6 avril   | Pongsri Woranuch                 | Chanteuse thaïlandaise. | 86    | (th)   |
| 5 avril   | Dave Allen                       | Musicien britannique, bassiste du groupe post-punk Gang of Four.                                                                                       | 69    | (en)   |
| 5 avril   | Pascal Aubier                    | Acteur, réalisateur et producteur de cinéma français.                                                                                                  | 82    |        |
| 5 avril   | Colin Fox                        | Acteur canadien. | 86    | (en)   |
| 5 avril   | Heikki Hasu                      | Skieur de combiné nordique et fondeur finlandais, double champion olympique et médaillé d'argent aux J.O. d'hiver de 1948 et aux J.O. d'hiver de 1952. | 99    | (fi)   |
| 5 avril   | Stéphane Krafft                  | Coureur cycliste français. | 45    |        |
| 5 avril   | Adam Myjak                       | Sculpteur et enseignant polonais, professeur à l'Académie des beaux-arts de Varsovie.                                                                  | 78    | (pl)   |
| 5 avril   | Enrique Sánchez de León          | Homme politique espagnol. | 90    | (es)   |
| 5 avril   | Soïg Sibéril                     | Guitariste français. | 70    |        |
| 4 avril   | Amadou Bagayoko                  | Chanteur malien. | 70    |        |
| 4 avril   | Camille Dubé                     | Journaliste sportif et animateur de télévision canadien.                                                                                               | 80    |        |
| 4 avril   | Manoj Kumar                      | Acteur et réalisateur indien. | 87    | (en)   |
| 4 avril   | Edgar Yves Monnou                | Homme politique et diplomate béninois. | 72    |        |
| 4 avril   | Friðrik Ólafsson                 | Joueur international d'échecs islandais. | 90    | (en)   |
| 4 avril   | Bernard Ringeissen               | Compositeur et pianiste français. | 90    |        |
| 4 avril   | Tony Rundle                      | Homme politique et journaliste australien. | 86    | (en)   |
| 4 avril   | Peter Turang                     | Archevêque catholique indonésien. | 78    | (id)   |
| 3 avril   | Hervé Collot                     | Footballeur puis entraîneur français. | 92    |        |
| 3 avril   | Ivan Kley                        | Joueur de tennis professionnel brésilien. | 66    | (pt)   |
| 3 avril   | Theodore McCarrick               | Prélat catholique américain | 94    | (en)   |
| 3 avril   | Gilbert Piller                   | Peintre et sculpteur suisse | 85    |        |
| 3 avril   | Andreas de Saxe-Cobourg et Gotha | Prince allemand à la tête de la maison de Saxe-Cobourg et Gotha.                                                                                       | 82    | (de)   |
| 3 avril   | Amália Sterbinszky               | Handballeuse hongroise, médaillée de bronze aux Jeux olympiques d'été de 1976.                                                                         | 74    | (hu)   |
| 3 avril   | Margarita Xhepa                  | Actrice albanaise. | 93    | (en)   |
| 2 avril   | Omar Aktouf                      | Intellectuel algérien. | 80    |        |
| 2 avril   | Jean-Marie Finot                 | Architecte naval français. | 83    | <      |
| 2 avril   | Manuela Gourary                  | Actrice française. | 77    |        |
| 2 avril   | Khamtay Siphandone               | Homme d'État laotien. | 101   | (en)   |
| 1er avril | Leandro Domingues                | Footballeur brésilien. | 41    | (pt)   |
| 1er avril | Alfi Kabiljo                     | Compositeur croate. | 89    | (hr)   |
| 1er avril | Val Kilmer                       | Acteur américain. | 65    |        |
| 1er avril | Luc Michel                       | Homme politique belge. | 67    |        |
| 1er avril | Yahya Michot                     | Islamologue belge. | 72    |        |
| 1er avril | Alfred Recours                   | Homme politique français. | 80    |        |
| 1er avril | Jean-Claude Roché                | Ornithologue et bioacousticien français. | 93    |        |
| 1er avril | Johnny Tillotson                 | Chanteur américain. | 86    | (en)   |